# Голубой коридор
Голубой коридор — название международного проекта, предусматривающего организацию автомобильного пассажирского и грузового автомобильного сообщения с преимущественным использованием природного газа в качестве моторного топлива вместо традиционных видов моторного топлива: бензина и дизельного топлива. Идею проекта «Голубой коридор» в 1999 году предложил Неправительственный экологический фонд им. В. И. Вернадского. ОАО «Газпром» и Национальная газомоторная ассоциация поддержали идею и приняло самое активное участие в подготовке материалов. Под эгидой Рабочей группы по газу и Комитета по внутреннему транспорту ЕЭК ООН была создана Целевая международная экспертная группа.
1. Хельсинки — Санкт-Петербург — Москва (международные автодороги Е 18 и Е 105);
2. Москва — Минск — Варшава — Берлин (международная автодорога Е 30);
3. Берлин — Чехия — Австрия — Рим (международные автодороги Е 55 и Е 45).

Для оценки экономических и экологических результатов была построена модель. В коридоре № 1 предложено использовать 2 500 метановых автомобиля; в коридоре № 2 — 4 000 газобаллонных автомобиля; в коридоре № 3 — ещё 4 000 единиц. Общий парк составил 10 500 газовых машин. Потенциальная экономия расходов на топливо таким парком машин при переходе на КПГ или СПГ (в ценах 2002 года) могла составить порядка 37 млн евро в год. А объём токсичных выбросов с отработавшими газами двигателей мог превысить 272 000 тонн в год. На переоборудование 10 500 транспортных средств требовалось 63,4 млн евро, а на строительство новых заправочных станций — 15,9 млн евро.
В 2006 году главы государств и правительств стран группы «Большая восьмерка» обязались продолжить изучение проекта «Голубой коридор».
В 2010 году Газпром и Национальная газомоторная ассоциация внесли предложение о дополнении проекта ещё одним маршрутом: Берлин — Калининград — Вильнюс — Рига — Таллин — Санкт-Петербург. Этот маршрут назван «Балтийский голубой коридор».
Концепция Голубых коридоров получила развитие в Латинской Америке, США, Южной Корее, Индии, Европе. Названия маршрутов (Зеленый коридор, Водородная автострада и т. д.), виды моторного топлива могут быть разными (природный газ, биометан, водород и т. д.), но сама стратегия остается прежней: продолжить развитие заправочной сети с целью обеспечить сквозной проезд автомобилей по маршруту только на альтернативном топливе.
Название «Голубой коридор» используется также для пробегов газовых автомобилей заводского изготовления, организуемых и проводимых Газпромом, ВНИИГАЗом и НГА.
- Голубой коридор 2008: Санкт-Петербург — Новгород Великий — Тверь — Москва.
- Голубой коридор 2009: Москва — Воронеж — Ростов-на-Дону — Краснодар — Новороссийск — Сочи.
- Голубой коридор 2010: Москва — Рязань — Пенза — Тольятти — Ульяновск — Набережные Челны — Казань — Нижний Новгород — Москва.